# Sara Lilja Vidlund
Sara Charlotte Lilja Vidlund, född 12 september 2001 i Karlskoga, är en svensk fotbollsspelare som spelar för Djurgårdens IF.

## Karriär
Lilja Vidlunds moderklubb är Immetorps BK. Hon debuterade i allsvenskan 2019.
I januari 2022 värvades Lilja Vidlund av Djurgårdens IF, där hon skrev på ett tvåårskontrakt. I september 2023 råkade Lilja Vidlund ut för en korsbandsskada.